# Amedeo Cremisi
Amedeo Cremisi (Torino, 10 febbraio 1910 – Tscherkowo, 9 gennaio 1943) è stato un militare italiano insignito della medaglia d'oro al valor militare alla memoria nel corso della seconda guerra mondiale.

## Biografia
Nacque a Torino il 10 febbraio 1910, figlio di Arduino e Camilla Sorzana.
Laureato in medicina e chirurgia presso l'Università di Torino, nel settembre 1935 parti volontario per l'Africa Orientale camicia nera nella 104ª Legione CC.NN. "Santorre Santarosa" della 4ª Divisione CC.NN. "3 gennaio". Dopo aver frequentato un corso per allievi ufficiali di complemento a Saganeiti venne nominato sottotenente dell'arma di fanteria del Regio Esercito, e partecipò alle operazioni di grande polizia coloniale in forza al LVI battaglione della X Brigata indigeni fino al settembre 1937. Rimpatriato, decorato con una croce di guerra al valor militare, fu posto in congedo, venendo richiamato in servizio attivo nell'ottobre 1939 e con il II Battaglione CC.NN. partecipò, nel giugno 1940, alle operazioni di guerra sulla frontiera occidentale. Successivamente con il XII Battaglione CC.NN. prese parte ai combattimenti sul fronte greco-albanese dal dicembre dello stesso anno all'aprile 1941, e poi alle operazioni di contrasto alla guerriglia fino all'aprile 1942. Nell'agosto successivo partiva per l'Unione Sovietica in qualità di capomanipolo della compagnia cannonieri,  XII battaglione del Gruppo Battaglioni CC.NN. "Montebello". Cadde in combattimento a Tscherkowo il 9 gennaio 1943', e venne insignito della medaglia d'oro al valor militare alla memoria.